# 凤阳站
凤阳站是一个京沪线上的铁路车站，位于安徽省凤阳县临淮镇车站社区，建于1910年，目前为三等站，邮政编码为233122。凤阳站原名临淮关站，在1909年津浦铁路建设时，临淮关站原为铁路过淮河之前的最后一站，但由于原蚌埠集附近淮河水域平缓、建桥方便，因此原津浦铁路工程司德纪决定放弃原先的临淮过江方案，改为在蚌埠架桥过河并设立车站。凤阳站自2014年12月开始不再办理客运业务；办理货运业务；不办理木材、煤发送、到达业务。

## 车站结构
凤阳站站有正线2条，到发线2条。车站站房位于线路北侧，候车室240平方米，行包房35平方米，有客运站台3个7900平方米。货场位于车站线路南侧，设有6000平方米的仓库一座，货棚1100平方米，设有2条货物线，此外还设有通往阳国家粮食储备库和上海大型养路机械运用检修段凤阳作业基地的专用线。
| 侧式站台 |                                 |
| 1站台    | 京沪铁路 往上海方向（板桥站）   |
| 2站台    | 京沪铁路 下行列车通过线         |
| 岛式站台 |                                 |
| 3站台    | 京沪铁路 上行列车通过线         |
| 侧线     | 京沪铁路 往北京方向（蚌埠东站） |
| 货场     | 车站货场                        |